# Ramblers de Philadelphie
Pour les articles homonymes, voir Rambler (homonymie).
Les Ramblers de Philadelphie sont deux franchises professionnelles de hockey sur glace qui ont joué à Philadelphie en Pennsylvanie aux États-Unis. Les deux éditions ont joué dans la patinoire : Philadelphia Arena.

## Historique

### Les premiers Ramblers

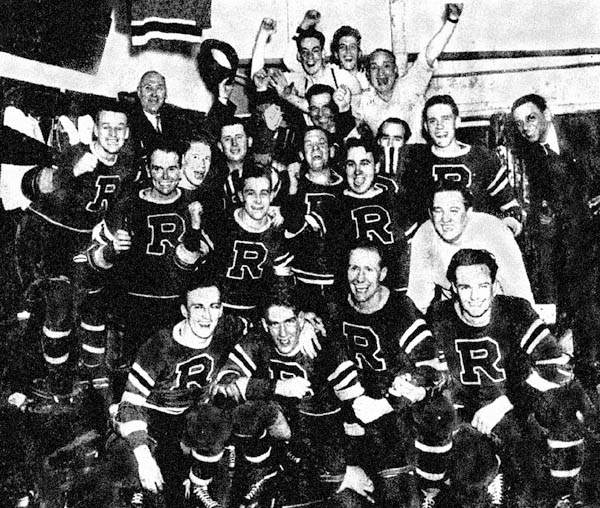
L'équipe en 1939.

La première équipe voit le jour sous le nom d'Arrows de Philadelphie en 1927 et joue dans la Canadian-American Hockey League. En 1935-1936, l’équipe devient les Ramblers et finit à la première place de la ligue puis gagne la finale des séries éliminatoires,.
Les Ramblers rejoignent dès sa création, la nouvelle association fusion de la Can-Am et de la Ligue internationale de hockey : l'International-American Hockey League qui devient en 1940 la Ligue américaine de hockey. Entre 1935 et 1941, l’équipe est affiliée aux Rangers de New York de la Ligue nationale de hockey et ainsi de nombreux futurs joueurs de la LNH passent par les Ramblers comme Bert Gardiner ou Larry Molyneux.
Lors de la seconde saison de la LAH, les Ramblers accèdent à la finale de la Coupe Calder mais perdent contre les Barons de Cleveland. Il s’agit pour eux de leur dernière année de gloire et en 1941, les Rangers décident de ne plus être associés aux Ramblers. Ces derniers changent alors de nom et deviennent les Rockets de Philadelphie pour une dernière saison.
Bryan Hextall Senior, grand-père du futur gardien de but des Flyers de Philadelphie, Ron Hextall, joue avec les Ramblers entre 1935 et 1942.

### La seconde édition
L’Eastern Hockey League accueille la seconde édition des Ramblers en 1955 et l’équipe est relocalisée en 1964 à Cherry Hill Township dans le New Jersey.

## Statistiques
| Saison    | PJ | V  | D  | N | BP  | BC  | Pts | Classement                                    | Séries éliminatoires                                 |
| --------- | -- | -- | -- | - | --- | --- | --- | --------------------------------------------- | ---------------------------------------------------- |
| 1927-1928 | 40 | 13 | 25 | 2 | 79  | 105 | 28  | 6e Can-Am                                     | Non qualifiés                                        |
| 1928-1929 | 40 | 12 | 21 | 7 | 60  | 73  | 31  | 6e Can-Am                                     | Non qualifiés                                        |
| 1929-1930 | 40 | 20 | 18 | 2 | 120 | 121 | 41  | 2e Can-Am                                     | Défaite au premier tour                              |
| 1930-1931 | 40 | 12 | 22 | 6 | 84  | 108 | 30  | 4e Can-Am                                     | Non qualifiés                                        |
| 1931-1932 | 40 | 13 | 22 | 5 | 85  | 114 | 31  | 5e Can-Am                                     | Non qualifiés                                        |
| 1932-1933 | 48 | 29 | 12 | 7 | 153 | 95  | 65  | 1er Can-Am                                    | Défaite en finale 2-3 contre les Cubs de Boston      |
| 1933-1934 | 40 | 17 | 15 | 8 | 121 | 101 | 42  | 3e Can-Am                                     | Défaite au premier tour                              |
| 1934-1935 | 48 | 15 | 30 | 3 | 122 | 160 | 33  | 5e Can-Am                                     | Non qualifiés                                        |
| 1935-1936 | 48 | 27 | 18 | 3 | 151 | 106 | 57  | 1er Can-Am                                    | Victoire en finale 3-1 contre les Reds de Providence |
| 1936-1937 | 48 | 26 | 14 | 8 | 149 | 106 | 60  | 1er division Est Trophée Macgregor-Kilpatrick | Défaite en finale 1-3 contre les Stars de Syracuse   |
| 1937-1938 | 48 | 26 | 18 | 4 | 134 | 108 | 56  | 2e division Est                               | Défaite en demi-finale                               |
| 1938-1939 | 54 | 32 | 17 | 5 | 214 | 161 | 69  | 1er division Est                              | Défaite en finale 1-3 contre les Barons de Cleveland |
| 1939-1940 | 54 | 15 | 31 | 8 | 133 | 170 | 38  | 4e division Est                               | Non qualifiés                                        |
| 1940-1941 | 56 | 25 | 25 | 6 | 166 | 167 | 56  | 4e division Est                               | Non qualifiés                                        |
| 1941-1942 | 56 | 11 | 41 | 4 | 157 | 254 | 26  | 5e division Est                               | Non qualifiés                                        |